# Shin’ichi Tsutsumi
Shin’ichi Tsutsumi (堤真一 Tsutsumi Shin'ichi?) es un actor de cine y  teatro japonés nacido el 7 de julio de 1964 en Nishinomiya, en la Prefectura de Hyōgo.

## Filmografía

### Cine
- Army on the Tree (2025)
- Baban Baban Ban Vampire (2025)
- Muromachi Outsiders (2025)
- Confess to Your Crimes (2023)
- The Deer King (El rey ciervo) (2022)
- The Mole Song: Final (2021)
- The Fable: The Killer Who Doesn't Kill (2021)
- My Blood & Bones in a Flowing Galaxy (2021)
- Hope (2020)
- Not Quite Dead Yet (2020)
- The 47 Ronin in Debt (2019)
- Don't Cry, Mr. Ogre (2019)
- Gintama (2017)
- Destiny: The Tale of Kamakura (2017)
- Honnō-ji Hotel (2017)
- The Mole Song 2: Hong Kong Capriccio (2016)
- Fueled: The Man They Called Pirate (2016)
- Bali Big Brother (2015)
- Kakekomi (2015)
- Nuestra hermana pequeña (2015)
- The Emperor in August (2015)
- The Mole Song: Undercover Agent Reiji (2014)
- Why Don't You Play in Hell? (2013)
- I'll Give It My All... Tomorrow (2013)
- Space Brothers (2012)
- Always: Sunset on Third Street 3 (2012)
- Princess Toyotomi (2011)
- SP: The Motion Picture II (2011)
- Space Battleship Yamato (2010)
- The Lone Scalpel (2010)
- SP: The Motion Picture (2010)
- Villon's Wife (2009)
- Suspect X (2008)
- Climber's High (2008)
- My Darling of the Mountains (2008)
- Mouryou no Hako (2007)
- Always - Zoku 3chome no Yuhi (2007)
- Maiko Haaaan!!! (2007)
- Metro ni notte (2006)
- Always Sanchōme no Yūhi (2005)
- Ubume no Natsu (2005)
- Fly Daddy Fly (2005)
- Lorelei (2005)
- Llamada perdida (Chakushin Ari) (2003)
- Sotsugyo (2003)
- Drive (2001)
- Monday (2000)
- 39 Keihou dai Sanjuukyuu jou (1999)
- Unlucky Monkey (1998)
- Postman Blues (1997)
- Dangan Runner (1996)
- Secret Waltz (1996)
- Onna ya Abura Jigoku (1992)
- Bakayaro 2 (1989)

### Televisión
- Sailor Fuku to Kikanjuu (2006)
- Hero SP (2006)
- Koi ni Ochitara (2005)
- Tokugawa Tsunayoshi - Inu to Yobareta Otoko (2004)
- Beginner (2003)
- Good Luck!! (2003)
- Musashi (2003)
- Lunch no Joou (2002)
- Koi no Chikara (2002)
- Yamato Nadeshiko (2000)
- Doctor (1999)
- Genroku Ryoran (1999)
- Pure (1996)
- Hachidai Shogun Yoshimune (1995)
- Takeda Shingen (1988)
- Dokuganryu Masamune (1987)

### Teatro
- Tango, fuyu no owari ni (タンゴ・冬の終わりに?) (2006)